# Tratado de Rinsk
El Tratado de Rinsk se firmó el 2 de noviembrejul./ 12 de noviembre de 1655greg. entre el Ducado de Prusia y la Prusia Real durante la Segunda Guerra Nórdica. Federico Guillermo I, elector de Brandeburgo y duque de Prusia, y los nobles de la Prusia Real acordaron que las guarniciones brandeburguesas de esta se empleasen para defenderla de la inminente invasión sueca. Sin embargo, las importantes ciudades de Danzig (Gdańsk), Thorn (Toruń) y Elbing (Elbląg) no suscribieron el tratado, no contaban con guarniciones brandeburguesas y, salvo la primera, se rindieron a Suecia. Esta ocupó a continuación casi toda la Prusia Real a excepción de Mariemburgo (Malbork) y persiguió al elector brandeburgués hasta Königsberg (Kaliningrado), donde este tuvo que aceptar someterse a los suecos en el Tratado de Königsberg en enero de 1656.